# Friedrich von Hausen

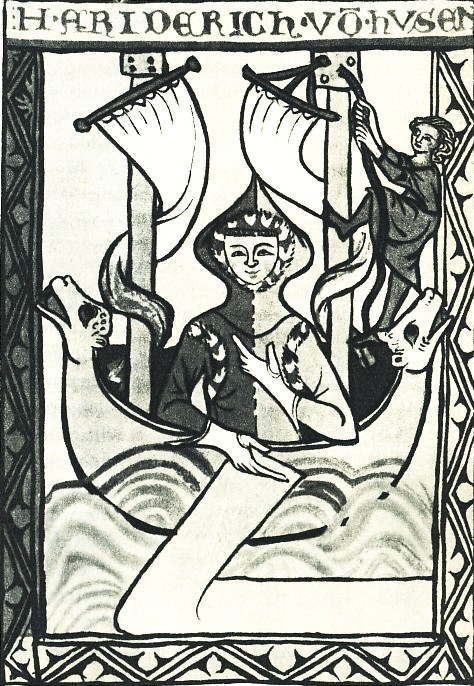
Friedrich von Hausen (kora 14. századi ábrázolás)

Friedrich von Hausen (12. század) középkori német minnesänger.
Bárói származású miniszteriális volt. Azon kevés 12. századi német költő közé tartozik, akinek az életéről több biztos adattal rendelkezünk. Neve oklevelekben 1171 és 1190 között fordul elő. Apjához hasonlóan ő is a Stauf-dinasztia szolgálatában állt. Többször járt Itáliában, először 1175-ben I. Frigyes császár ötödik itáliai hadjárata alkalmával. 1186/87-ben I. Frigyes fiának, az ifjú Henriknek a kíséretében ismét Itáliában találjuk. Végül a császár legszűkebb környezetéhez tartozott. 1189-ben elkísérte urát a III. keresztes hadjáratra, de még Kis-Ázsiában, Philomeliumnál 1190. május 6-án meghalt. Haláláról öt krónika is megemlékezett.
Vélhetően itáliai tartózkodásai alatt ismerkedett meg a trubadúr költészettel, amely ekkor az észak-itáliai főúri udvarokban is népszerű volt. Az első ún. romanizáló minnesängerek közé tartozik, vagyis azok közé a költők közé, akik átveszik a provanszál-francia műfajokat, strófaformákat és a hölgyszolgálat eszméjét.

## Magyarul
- Minnesang. A középkori német világi líra gyöngyszemei; összeáll., vál., tan., jegyz. Lőkös Péter, ford. Babits Mihály et al.; Eötvös, Bp., 1998 (Eötvös klasszikusok)

1. ↑  Német Nemzeti Könyvtár: Integrált katalógustár (Németország) (német nyelven). Integrált katalógustár (Németország) . (Hozzáférés: 2014. április 9.)